# Gerda Christian
Gerda Christian, nata Daranowski (Berlino, 13 dicembre 1913 – Düsseldorf, 14 aprile 1997), è stata una funzionaria tedesca una delle tre segretarie private di Adolf Hitler durante la seconda guerra mondiale, fino al suicidio del dittatore il 30 aprile del 1945.

## Biografia
"Dara", così la chiamava Hitler, iniziò a lavorare per lui nel 1937 dopo che le sue segretarie, Johanna Wolf e Christa Schröder, si lamentarono di avere troppo lavoro. Chiesero così un aiuto al Führer, il quale in un primo tempo esitò poiché la fiducia nella Wolf e nella Schroeder era cresciuta negli anni e non voleva altre segretarie nel suo entourage. Alla fine cedette alle pressioni delle due donne ed assunse Gerda Daranowski, che in precedenza aveva già lavorato per Elizabeth Arden ed era stata fidanzata con l'autista di Hitler Erich Kempka. Dopo sei anni alle dipendenze del Führer, Gerda sposò l'ufficiale della Lutwaffe Eckhard Christian il 2 febbraio 1943 e si prese una pausa dal lavoro. Rimpiazzata da Traudl Junge, rientrò dopo pochi mesi nello staff di Hitler come una delle sue segretarie private.
Eckhard Christian, il marito, fu promosso a Maggiore Generale e Capo di Stato Maggiore del Comando della Luftwaffe su richiesta di Hitler il 1º settembre 1944. Nell'aprile 1945 fu di stanza a Berlino presso il quartier generale del Führerbunker. Lasciò il complesso del bunker il 22 aprile 1945 per diventare capo dello staff di collegamento della Luftwaffe con l'OKW Command Staff North. Gerda e Traudl Junge si offrirono entrambe volontarie per rimanere con Hitler nel Führerbunker. Mentre si trovavano nel bunker, le due donne si prendevano cura anche dei bambini Goebbels.
Durante gli ultimi giorni di Hitler a Berlino, il Führer pranzava regolarmente con Traudl Junge e Gerda Christian. Dopo la guerra, Junge ricordò che la Christian aveva chiesto a Hitler se avrebbe lasciato Berlino. Lui rifiutò fermamente l'idea. La Christian ricordò anche come Hitler avesse chiarito durante una conversazione che il suo corpo non doveva cadere nelle mani dei sovietici. Si sarebbe sparato e avrebbe voluto essere cremato "senza lasciare traccia". Eva Braun disse che avrebbe preso del veleno al cianuro. In una di queste conversazioni durante i pasti, Hitler diede a Gerda Christian una fiala di cianuro da usare.
Nel primo pomeriggio del 30 aprile 1945, Hitler e Eva Braun salutarono i membri dello staff del Führerbunker e gli altri occupanti, tra cui Martin Bormann, Joseph Goebbels e la sua famiglia, i segretari e diversi ufficiali militari. Dopo gli addii, Gerda Christian ritornò negli alloggi della segreteria situati in una parte dei grandi scantinati sotto la Cancelleria del Reich. Più tardi, tornò al Führerbunker e apprese dal capo cameriere Heinz Linge che Hitler era morto, il suo cadavere portato nel giardino della Cancelleria dove era ancora in corso la cremazione. Gerda entrò nello studio di Hitler e vide una macchia di sangue "delle dimensioni di una mano" sul tappeto accanto al divano.
La Christian fu una delle ultime a lasciare il Führerbunker alla fine della guerra. Tentò la fuga da Berlino il 1º maggio 1945 assieme ad un numeroso gruppo guidato dal Brigadeführer Wilhelm Mohnke e che includeva anche Else Krüger e Traudl Junge, le altre due segretarie. Il gruppo, nascosto in una cantina nei pressi della Schönhauser Allee, fu catturato dai sovietici la mattina del 2 maggio. La Christian fu ripetutamente stuprata dai soldati dell'Armata Rossa in un bosco vicino a Berlino.
Gerda Christian si trasferì quindi in Baviera dove venne arrestata e interrogata dalla polizia militare statunitense. A metà del 1946 si trovava nel campo di internamento a Oberursel da dove riuscì a scappare. Per questo motivo non poté essere ascoltata come testimone come previsto nel processo di Norimberga contro Martin Bormann.
Gerda Christian trovò successivamente lavoro in aziende commerciali della Renania. La Deutsche Bank offrì a Christian un lavoro in Renania; Quindi fece la receptionist temporanea presso l'Eden Hotel Düsseldorf- Divenne amica di Werner Naumann, già segretario di stato nel Ministero per la Propaganda del Terzo Reich e leader di un gruppo di neonazisti dopo la guerra, il Circolo Naumann. Lei e Naumann rimasero in contatto secondo il motto “Fedeltà salda”. Mantennero anche un'amicizia, iniziata nella Cancelleria del Nuovo Reich a Berlino, con lo scultore Arno Breker, che da allora si era trasferito dalla Baviera a Düsseldorf con la moglie Mimina. Il suo ampio studio diventò un luogo di incontro per “amici di prima”. Gerda Christian fu per decenni la segretaria onoraria di Arno Breker fino alla sua morte nel 1991.
Gerda Christian morì di cancro nell'aprile 1997 in un ospedale di Düsseldorf a 83 anni. Secondo la sua richiesta, venne cremata e le ceneri sparse in mare nelle acque tedesche.

## Rappresentazione nei media
Christian è stata interpretata da queste attrici in produzioni cinematografiche e televisive.
- Sheila Gish nel film italo-britannico del 1973 Hitler: The Last Ten Days.[3]
- Mitzi Rogers nella produzione televisiva britannica del 1973 The Death of Adolf Hitler.[4]
- Birgit Minichmayr nel film tedesco del 2004 Der Untergang (La caduta).[5]